# Motocross Madness (1998)
Motocross Madness is een racespel voor de PC, ontwikkeld door Rainbow Studios en uitgegeven door Microsoft Games in 1998. Rainbow Studios is een gameproducent die opgekocht is door game-uitgever THQ.

## Algemeen
Motocross Madness is een computerspel waarin je moet racen op een crossmotor in verschillende gebieden zoals stadia (Career-modus) en woestijnen. Door genoeg te spelen kan je verschillende dingen vrijspelen.

## Gameplay
Motocross Madness stond destijds bekend om zijn realistische gameplay, achtergrondmuziek, omgevingen en wrakstukken van motoren.
De bedoeling van het spel is om in de Career-modus geld te verdienen en het spel uit te spelen. Er zijn echter ook nog verschillende modi om vrij in te kunnen racen.